# کتونی زرنگی (مجموعه تلویزیونی)
کتونی زرنگی نام مجموعهٔ تلویزیونی در سبک کمدی، اولین سریال تولیدی باشگاه فیلم سوره است که در سال ۱۳۹۸ جلوی دوربین رفت. 
این سریال قرار بود تا از شبکه سوم پخش شود ولی به خاطر دیدگاه‌های سیاسی کارگردانش علی ملاقلی پور توقیف شد.
سرانجام پس از چند سال این سریال در ۱۷ بهمن ۱۴۰۱ روی آنتن شبکه ۳ رفت و پخش شد.

## بازیگران
- هدایت هاشمی در نقش مسعود کیانی قوزی‌وند
- افسانه چهره‌آزاد در نقش ژاله
- ملیکا شریفی‌نیا در نقش مریم کیانی قوزی‌وند
- علی سلیمانی در نقش امیر
- جواد پورزند در نقش حاج مجتبی نیک‌نام
- شاپور کلهر در نقش نعمت
- علیرضا جعفری در نقش محسن کیانی قوزی‌وند
- مصطفی ساسانی در نقش ایرج
- محمود جعفری در نقش مهربان
- امیرحسین صدیق در نقش بهروز
- برزو ارجمند در نقش مهندس کاظمی
- سحر ولدبیگی در نقش نگار مازیار
- صدر علی محمدی
- عماد شعبانی
- محمد شکری  در نقش بادیگارد نگار
- سید محمدحسین سیاهپوش  در نقش بادیگارد نگار